# Christian Spescha
Christian Spescha (* 25. Januar 1989 in Ilanz) ist ein ehemaliger Schweizer Skirennfahrer.

## Biografie
Spescha fuhr sein erstes FIS-Rennen im Dezember 2004. Nachdem er zuvor noch nie unter die besten 20 gekommen war, gelang ihm im Januar 2006 der erste Podestplatz, und im Dezember 2006 gewann er sein erstes FIS-Rennen. Im Februar 2007 wurde Spescha Schweizer Juniorenmeister in der Abfahrt. Bereits einen Monat zuvor hatte er den zweiten Platz bei den Schweizer Juniorenmeisterschaften im Riesenslalom erreicht. Im März desselben Jahres nahm er in Zauchensee erstmals an Juniorenweltmeisterschaften teil. Er kam jedoch nur in der Abfahrt als 48. ins Ziel und fiel in allen anderen Rennen aus. Auch ein Jahr später konnte er bei den Juniorenweltmeisterschaften 2008 in Formigal nur die Abfahrt an 24. Stelle beenden und erzielte in den anderen Rennen wieder kein Ergebnis.
Seit Januar 2008 ist Spescha auch im Europacup am Start. Bis Saisonende erreichte er aber nur Platzierungen um Rang 50. Die ersten Europacuppunkte gewann er zu Beginn der Saison 2008/09 mit Platz 27 im Riesenslalom auf der Reiteralm. Im Januar 2009 kam er in beiden Abfahrten von Wengen unter die besten 20, und im Februar erreichte er in den Super-Kombinationen von Sarntal-Reinswald und Tarvisio zwei vierte Plätze und damit ebenfalls den vierten Platz in der Super-Kombinations-Wertung. Die letzten Saisonrennen konnte er aber nicht mehr bestreiten, denn am 4. März stürzte er in der Abfahrt der Juniorenweltmeisterschaften 2009 in Garmisch-Partenkirchen und zog sich dabei einen Bruch des linken Unterarmes zu.
Am 25. November 2009 feierte Spescha im Riesenslalom von Levi seinen ersten Sieg im Europacup. Sein Debüt im Weltcup gab er am 20. Dezember 2009 im Riesenslalom von Alta Badia, bei dem er jedoch im ersten Lauf ausschied. Im Europacup gewann er mit zwei weiteren Siegen in der Abfahrt am Patscherkofel und im Super-G von Les Orres sowie insgesamt elf Top-10-Ergebnissen die Gesamtwertung der Saison 2009/10 und erzielte in den Disziplinenwertungen jeweils Rang fünf in der Abfahrt und im Super-G. Durch diesen Erfolg wurde er in das Schweizer A-Kader aufgenommen und erhielt mehrere Startplätze für den Weltcup. In der Saison 2010/11 kam er dann zu zwölf Einsätzen im Weltcup, bei denen er allerdings nie unter die schnellsten 30 fuhr und somit ohne Weltcuppunkte blieb. Er startete auch weiterhin im Europacup, erzielte im Gegensatz zum Vorjahr aber keinen Podestplatz. Am Ende der Saison wurde er zeitgleich mit Mauro Caviezel Schweizer Meister im Super-G. Wegen mangelnder Erfolge stieg er vom A- wieder ins B-Kader ab.
Im Dezember 2013 verletzte sich Spescha bei der Europacupabfahrt in Madonna di Campiglio am Knie. Nach langer Verletzungspause ohne Aussicht auf Besserung beendete er seine Karriere im Mai 2015.

## Erfolge

### Europacup
- Saison 2008/09: 4. Super-Kombinations-Wertung
- Saison 2009/10: 1. Gesamtwertung, 5. Abfahrt, 5. Super-G, 10. Riesenslalom
- Saison 2011/12: 3. Super-Kombinations-Wertung
- 5 Podestplätze, davon 3 Siege:

| Datum             | Ort           | Land       | Disziplin    |
| ----------------- | ------------- | ---------- | ------------ |
| 25. November 2009 | Levi          | Finnland   | Riesenslalom |
| 15. Januar 2010   | Patscherkofel | Österreich | Abfahrt      |
| 29. Januar 2010   | Les Orres     | Frankreich | Super-G      |

### Juniorenweltmeisterschaften
- Zauchensee 2007: 48. Abfahrt
- Formigal 2008: 24. Abfahrt

### Weitere Erfolge
- 1 Schweizer Meistertitel (Super-G 2011)
- Schweizer Juniorenmeister in der Abfahrt 2007
- 4 Siege in FIS-Rennen